# Veli Mlin
Veli Mlin je pogranično naselje u Hrvatskoj u sastavu Grada Buja. Nalazi se u Istarskoj županiji. 
Ime na talijanskom jeziku je Molino Grande.

## Upravna organizacija
Ne pojavljuje se na popisima 2001. ni 2011., ali spominju ga Službene novine Grada Buja br. 08/12 - 27. kolovoza 2012. i Zakon o područjima županija, gradova i općina u Republici Hrvatskoj.

## Zemljopis
Nalazi se južno od rijeke Dragonje, sjeverno od Plovanije, istočno od Škrila, zapadno od Bužina, prema prostornom planu Grada Buja.